# Kamcsatkai földrengések

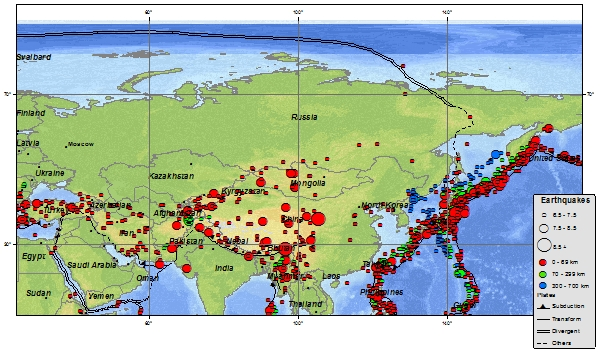
Oroszországban és környékén előforduló földrengések térképe (1900–2012). A szeizmicitás nagy része Kamcsatka térségében található.

Számos jelentős földrengés történt a Kamcsatka-félsziget régiójában, Oroszország távol-keleti részén. Az 1737-es, 1841-es, az 1923 februári, az 1923 áprilisi, az 1952 -es és a 2025-ös események szubdukciós  óriásföldrengések voltak, és szökőárakat okoztak.  A felsoroltak közül több földrengés és szökőár  is származik a régióból.

## Tektonikus környezet
A Kamcsatka-félsziget déli része a konvergens lemezszegély felett fekszik, ahol a Csendes-óceáni lemez a Kuril-Kamcsatka-árok vonala mentén az Ohotszki mikrolemez alá süllyed. A két lemez konvergencia sebessége körülbelül 86 mm évente. A földrengéseket a két lemez közötti szubdukciós határán, a leszálló Csendes-óceáni-lemezen és a felette lévő Ohotszki-lemezen belüli repedések generálják. A félsziget északi része a Kuril-Kamcsatka-árok és az Aleut-árok konvergens határaitól távol található, de az észak-amerikai lemezen belüli két blokk, a Kolima-Csukcskai és a Bering-tengeri mikrolemezek határán fekszik. Ez a határvonal mind az aktív rövidülésnek, mind a jobb oldali eltolódásnak otthont ad egy sor nagy, délnyugat-északkeleti irányú vetőn keresztül.

## 1737-es földrengés
Az 1737. október 17-i földrengés epicentruma 40 kilométeres mélységben volt. A becslések szerint a magnitúdó 9,3Mw volt.

## 1841-es földrengés
1841. május 17-én, egy 9,0 Mw erősségű földrengés rázta meg a félszigetet, melynek epicentruma közvetlenül a part közelében volt, előidézve egy hatalmas szökőárat.

## 1923-as földrengések
1923. február 4-én egy becsült 8,4 Mw erősségű földrengés 7,6 méteres szökőárat váltott ki, amely jelentős károkat okozott Kamcsatkában, és három halálos áldozatot követelt. A cunami még mindig 6 méter magas volt, amikor elérte Hawaiit és legalább egy halálesetet okozott. 1923. április 14-én egy 8,2Mw-es erősségű földrengés és cunami rázta meg a félsziget partjait, amely nagy cunamilefolyást okozott Uszty-Kamcsatszk közelében, és olyan üledéket hagyott maga után, amelyet Minoura és mások is tanulmányoztak.

## 1952-es földrengés
A fő földrengés 1952. november 5-én történt. A kezdeti 8,2-es erősségű földrengést a későbbi években 9,0Mw-ra módosították. Ezt egy nagy szökőár követte, amely pusztítást és áldozatokat követelt a Kamcsatka-félszigeten és a Kuril-szigeteken. Hawaiit is érintette a rengés, a károkat körülbelül 1 millió dollárra becsülték, valamint állatállomány-veszteségeket is járt, de emberáldozatot nem jegyeztek fel. Japán nem jelentett áldozatokat vagy károkat. A szökőár elérte Alaszkát, Chilét és Új-Zélandot.
A hipocentrum 21,6 km mélységben volt. A szubdukciós zóna repedésének hossza 600 km hosszú volt. Körülbelül  247 000km2 területen utórengéseket regisztráltak, 40 és 60 kilóméter közötti mélységben. A szökőár eloszlásának egy friss, történelmi és geológiai feljegyzéseken alapuló elemzése betekintést nyújt a töréscsúszás eloszlásába.

## 1959-es földrengés
1959. május 4-én egy 8,3 Mw erősségű földrengés 55 kilóméteres hipocentrális mélységben történt, 8-as maximális érzékelt intenzitással.

## 2006-os földrengés
A Korjak Autonóm Okrug régiót 7,6 Mw erősségű földrengés rázta meg 2006. április 21-én. Számos utórengés követte, köztük két 6,6 Mw erősségű földrengés április 30-án és május 23-án. Ez a földrengés az Észak-amerikai lemez két mikrolemezének határán lévő fordított törésvonal miatt következett be. Az esemény egy felszíni 140 km hosszú repedési zónát hozott létre.

## 2020-as földrengés
2020. március 25-én egy 7,5 Mw erősségű földrengés rázta meg Oroszországot. Ez volt a legnagyobb földrengés Oroszországban a 2013. május 24-i Ohotszki-tengeri földrengés óta. Eredetileg 7,8 Mw erősségűnek jelentették, mielőtt 7,5 Mw-ra minősítették volna le.
Ez a földrengés a leszálló Csendes-óceáni-lemezen belüli árok közelében lévő lemezközi kompressziós vetődés következtében alakult ki. Az epicentrum az 1952-es Szevero-Kurilszki földrengés, egy 9,0 szubdukciós földrengés nagy csúszózónájában volt. Az intenzív kompressziós tevékenység gyakoribb a kapcsolt zónák mentén bekövetkező nagy kompressziós események előtt és jóval utánuk, ami a lemezközi deformáció felhalmozódására utal.
Petropavlovszk-Kamcsatszkijban, 460 kilóméterre az epicentrumtól, az intenzitást a módosított Mercalli V. intenzitási skála (mérsékelt) szerint érezték; tárgyak hullottak az épületek belsejébe, és az emberek az utcára menekültek a biztonságba.
A földrengés után azonnal cunamiriadót adtak ki. A Csendes-óceáni Cunamiriadó Központ kezdetben veszélyes cunamihullámok lehetőségét jelezte a földrengés epicentrumától számított 1000 kilométeres körzetben. Hozzátette, hogy a múltban hasonló erősségű földrengések okoztak már szökőárakat az epicentrumtól sokkal távolabb is. Egy körülbelül 0.5 méter erősségű cunami találta el végül Kamcsatkát.

## 2025-ös földrengés
2025. július 30-án egy 8,8 Mw erősségű szubdukciós földrengés rázta meg Kamcsatkát. Ez volt a legnagyobb földrengés Oroszországban 1952 óta, a legnagyobb földrengés a világon a 2011-es tóhokui földrengés óta, és a 6. legnagyobb földrengés 1900 óta. A földrengés 10 nappal a 7,4 Mw erősségű előrengés után történt.

## Fordítás
Ez a szócikk részben vagy egészben  a   Kamchatka earthquakes című angol Wikipédia-szócikk ezen változatának fordításán alapul.  Az eredeti cikk szerkesztőit annak laptörténete sorolja fel. Ez a jelzés csupán a megfogalmazás eredetét és a szerzői jogokat jelzi, nem szolgál a cikkben szereplő információk forrásmegjelöléseként.

## Kapcsolódó szócikk
- Cirkumpacifikus-hegységrendszer